# Tiếng Ladin

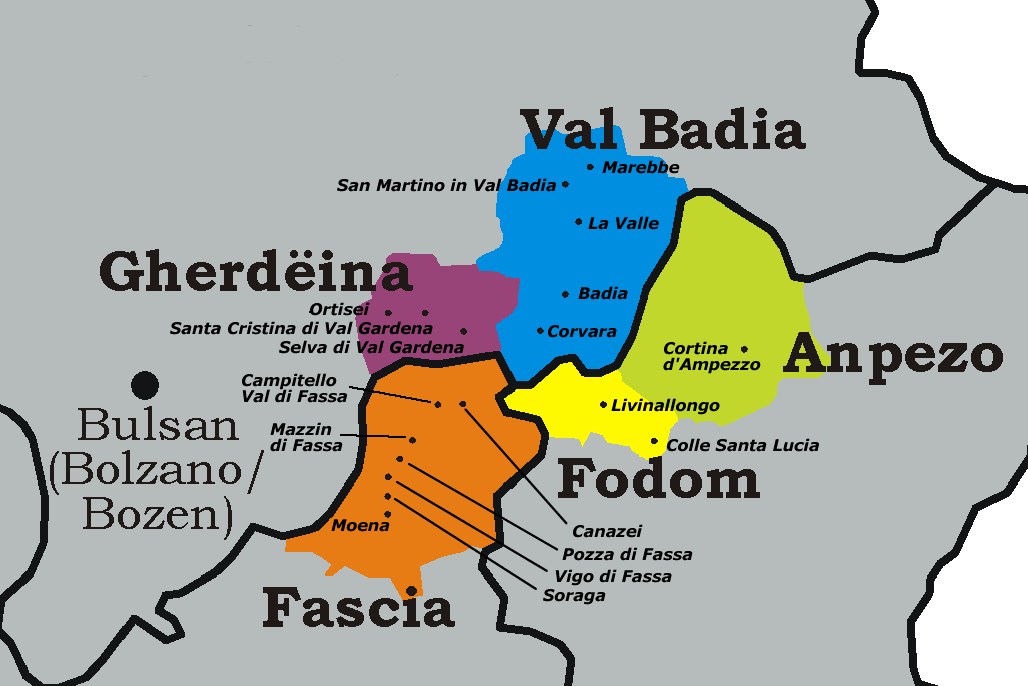
Bản đồ chi tiết của các cộng đồng nói tiếng Ladin

Tiếng Ladin (tiếng Đức: Ladinisch, tiếng Ý: ladino) là một nhóm các phương ngữ (mà một số xem xét một phần của một ngôn ngữ đơn nhất Rhaetia-Rôman) nói tại dãy núi Dolomite ở miền Bắc Italia trong khu vực biên giới của tỉnh Trentino, Nam Tyrol và Belluno. Nó là chặt chẽ liên quan đến tiếng Romansh và tiếng Friuli tại Thụy Sĩ.
Một tiêu chuẩn chữ viết của tiếng Ladin (Ladin Dolomitan) đã được phát triển bởi các Văn phòng Kế hoạch tiếng Ladin như một công cụ truyền thông chung trên toàn khu vực nói tiếng Ladin.
Tiếng Ladin không nên nhầm lẫn với tiếng Ladino (còn gọi là Judaeo-Tây Ban Nha), là một ngôn ngữ Rôman có nguồn gốc từ tiếng Tây Ban Nha cổ.